# Astrupia
Astrupia is een geslacht van rechtvleugeligen uit de familie krekels (Gryllidae). De wetenschappelijke naam van dit geslacht is voor het eerst geldig gepubliceerd in 1987 door Otte.

## Soorten
Het geslacht Astrupia omvat de volgende soorten:
- Astrupia gazensis Otte, 1987
- Astrupia sodwanensis Otte, 1987